# Luctor
Luctor was een uitgeverij, groothandel en producent van schoolbehoeften, leermiddelen en kantoorartikelen die van 1937 tot 1975 bestond te Baarn

## Oorsprong en eerste ontwikkeling
In 1935 startte A.D. Baart te Sas van Gent een handel in schoolbehoeften waarvoor hij al gauw een centralere vestigingsplaats voor landelijke bewerking zocht. In 1937 werd een bedrijfsruimte gevonden te Baarn, waar de inmiddels nv geworden onderneming onder de naam 'Luctor' (een verwijzing naar de Zeeuwse wortels van de oprichter) onderdak vond. Als directeuren traden op G. Staal Azn en L. Meijer. Men startte met een uitgeverij en groothandel in schoolbehoeften en was daarbij voorloper met onder meer een goedkope projector en een buisstalen schoolbank. Baart had persoonlijk ervaring hiermee als rondtrekkend vertegenwoordiger in potloden en schriften langs scholen. In 1945 betrok het groeiend bedrijf villa Catharina aan de Oude Utrechtsche Weg. Naast handel werd fabricage van schoolbehoeften en leermiddelen ook een onderdeel van de bedrijfsactiviteiten. In 1947 kwam een afdeling schoolmeubelen tot stand waarvoor in Bussum een productiebedrijf werd opgericht. De BB buismeubelen werden een begrip, mede door de karakteristieke groene kleur van de buisframes. Men begon van lieverlede ook zelf didactische apparatuur te ontwikkelen. In 1950 nam Luctor de Utrechtse Instrumentenfabriek [[Gerrevink, Prins & Co.]] over dat een ruim 60 jaar ervaring had met instrumenten voor het natuurkunde- en scheikundeonderwijs.Het werd voortgezet te Baarn onder de naam Lifa met in 1952 12 instrumentmakers. Naast deze inrichting voor de vervaardiging en reparatie van natuur- en scheikundige instrumenten, beschikte Luctor over een eigen vervoersdienst enz.. In 1952 werkten te Bussum 48 personen, in Baarn 50, naast de vertegenwoordigers.

## leermiddelen en -methodes
'Luctor' was actief aanwezig op onderwijstentoonstellingen, onder meer in 1953 met een tafel-stoelcombinatie en kleutergarnituren en exposeerde op de Jaarbeurs in 1958 zelfs een complete 4-klassige prefab-school. Bij het bedrijf werd een modelschool opgericht. 
De ontwikkeling van eigen lesmateriaal en methoden werd ter hand genomen. Er verscheen een eigen reken- en taalmethode. Van 1948 tot circa 1970 verscheen bij Luctor de serie Levend land bronnenboekjes voor het onderwijs. In de uiteindelijk circa 60 deeltjes tellende reeks gaf een keur aan betrokkenen in woord en beeld een overzicht van de Nederlandse samenleving, de belangrijkste bedrijfstakken en organisaties. Verder ontwikkelde 'Luctor' onderwijsmethodes voor de exacte vakken als biologie en physiologie, onder leiding van hun adviseur dr. J.C. van der Steen, docent in de didactiek der biologie aan de Rijksuniversiteit te Utrecht en Leiden. Zo kwamen er experimenteersets voor natuurkunde en biologie inclusief instrumentarium, die in eigen publicaties werd toegelicht, inclusief leerlingenproeven en examensets. Nieuwe audiovisuele hulpmiddelen werden volop gepromoot, zo ontstond in samenwerking met het Geluidsarchief van afdeling Geschiedenis van de Universiteit Utrecht een langspeelplaat rond de Tweede Wereldoorlog.

## Wereldwijd
Al spoedig na de oprichting sloeg Baart de vleugels uit, om de moderne leermethoden te verbreiden en af te zetten. Zo waren begin jaren vijftig vaste agentschappen in België en Canada. Eind jaren vijftig, in 1958, kwam te Willemstad een combinatie Luctor-Posner tot stand. In de jaren zestig leverde men over de hele wereld: aan het Midden- en Verre Oosten, maar bijvoorbeeld ook in Bagdad en Tunis. Baart trok de wereld rond en was onder meer in Indonesië betrokken bij de inrichting van universiteiten en middelbare scholen. Een hoogtepunt was de complete inrichting van het Technical Teachers Training College te Kumasi, in Ghana, een opdracht van f 23 miljoen, in 1967. In 1962, bij het 25jarig bestaan, telde Luctor in Baarn 90 medewerkers.

## Einde
Rond 1970 werd 'Luctor' omgezet in een bv die vervolgens in de financiële problemen belandde. De surseance die het inmiddels tot Didactisch-Technisch Bedrijf voor het Onderwijs omgedoopte bedrijf in 1975 aanvroeg kwam men niet te boven, faillissement volgde.